# Aechmea aripensis
Aechmea aripensis là một loài thực vật trong họ Bromeliaceae. Chúng thường xuất hiện ở Venezuela và Trinidad.